# Николай Ростов
Николай Ильич Ростов — один из центральных персонажей романа Льва Толстого «Война и мир».

## Образ Николая

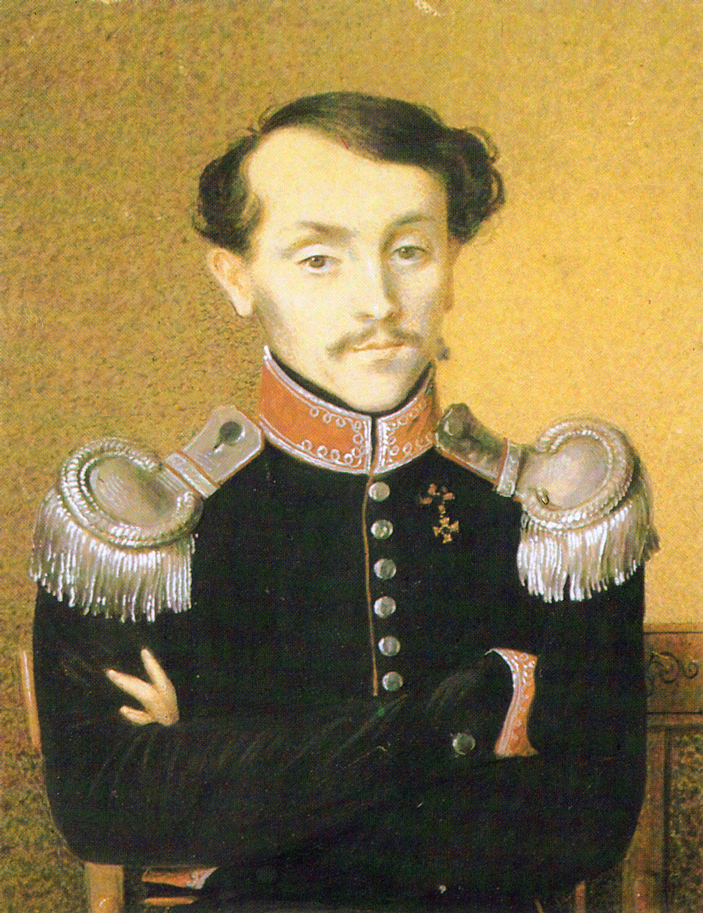
Николай Ильич, отец Льва Толстого

Прототипом для персонажа послужил отец писателя, Николай Ильич Толстой.

## Николай в сюжете
Николай является старшим сыном Ильи Андреевича Ростова, братом Наташи, Веры и Петра Ростовых. «Невысокий курчавый молодой человек с открытым выражением лица». Герой отличается «стремительностью и восторженностью», он весел, открыт, доброжелателен и эмоционален. В начале романа ему было 20 лет, и он являлся студентом университета. Потом бросил учёбу, чтобы служить в армии и принять участие в борьбе против Наполеона. Юноша искренне считает, что армия является его призванием и поступает корнетом в Павлоградский гусарский полк. В Шёнграбенском сражении Николай идет в атаку сначала очень храбро, но после повреждает руку. Это ранение вызывает у него панику, он думает о том, как может умереть он, «кого так любят все». Это событие несколько принижает образ героя. После Николай становится храбрым офицером, настоящим гусаром, сохраняющим верность долгу. Николай участвует в военных кампаниях и Отечественной войне 1812 года.
У него был долгий роман с Соней Ростовой, его троюродной сестрой, и он собирался сделать благородный поступок, женившись на бесприданнице вопреки воле матери, которая хочет для сына богатую невесту, к примеру, княжну Болконскую, женитьба на которой смогла бы поправить неважные финансовые дела графа Ростова. Николай получает от Сони письмо, в котором она говорит, что отпускает его. После смерти отца Николай не стал отказываться от наследства, а ведь ему достались одни долги. Он считал, что его долг - расплатиться по векселям и позаботиться о матери и Соне. Ростовы совсем обеднели, им пришлось продать поместье и переехать жить в маленькую квартиру, графиня намекает Николаю, что выход из затруднительного положение — это свадьба с княжной. Николай такой мысли даже не допускает: он любит Марью, но если женится на ней, то в обществе будут говорить, что он женился по расчёту, а он считает это позорным. Оказывается, что и Марья влюблена в Николая, поэтому вскоре Ростов женится на княжне. После свадьбы они переезжают в имение Марьи Лысые Горы с Софьей. В конце романа у Николая и Марьи уже трое детей (Андрей, Наталья и Дмитрий), и они ждут четвёртого. Тридцатипятилетний Николай описан в романе как ответственный и строгий, но справедливый барин, он стал состоятельным помещиком и значительно увеличил состояние.

## Воплощения

### В кино
- 1956 — Джереми Бретт — в фильме Кинга Видора
- 1961 — Олег Табаков — в экранизации Сергея Бондарчука
- 1972 — Сильвестр Моран — в сериале Джона Дэвиса
- 2007 — Дмитрий Исаев — в телесериале Роберта Дорнхельма
- 2016 — Джек Лауден — в телесериале Тома Харпера

### В театре
Кирилл Пирогов ("Война и мир. Начало романа") Театр "Мастерская П. Н. Фоменко"